# Smittia spitzbergensis
Smittia spitzbergensis är en tvåvingeart som först beskrevs av Jean-Jacques Kieffer 1911.  Smittia spitzbergensis ingår i släktet Smittia och familjen fjädermyggor.
Artens utbredningsområde är Norge. Inga underarter finns listade i Catalogue of Life.